# Osobenus
Osobenus is een geslacht van steenvliegen uit de familie Perlodidae. De wetenschappelijke naam van het geslacht is voor het eerst geldig gepubliceerd in 1952 door Ricker.

## Soorten
Osobenus is monotypisch en omvat slechts de volgende soort:
- Osobenus yakimae (Hoppe, 1938)